# كوري جنسن
كوري جنسن (بالإنجليزية: Corey Jensen)‏ هو لاعب دوري الرغبي أسترالي، ولد في 8 يناير 1994 في تاونسفيل في أستراليا.